# ピグマリオン (戯曲)
『ピグマリオン』（Pygmalion）は、ジョージ・バーナード・ショーによる戯曲である。舞台ミュージカル『マイ・フェア・レディ』およびその映画化作品『マイ・フェア・レディ』の原作にもなった。1912年に完成し、1913年にウィーンで初演された。ロンドンの公演では名女優パトリック・キャンベル夫人が演じて大好評を博し、ショーをイギリスで著名な劇作家に押し上げた。
音声学の教授であるヘンリー・ヒギンズが、強いコックニー訛りを話す花売り娘イライザ・ドゥーリトルを訓練し、大使のガーデン・パーティで公爵夫人として通用するような上品な振る舞いを身につけさせることができるかどうかについて賭けをするという物語である。ヒギンズはこのために最も重要なことは、イライザが完璧な話し方を身につけることであると考えてこれを教授する。この芝居は初演当時のイギリスにおける厳密な階級社会に対する辛辣な諷刺であり、かつ女性の自立に関するテーマをも扱っている。

## 登場人物
- イライザ：花売り娘。
- ヒギンズ：言語学者。毒舌家。
- ピカリング：大佐。言語学者でもあり、ヒギンズに会いに来た。
- ヒギンズ夫人：ヒギンズの母。
- ドゥーリトル：イライザの飲んだくれの父。
- フレディー：イライザに恋する青年。
- ピアス：ヒギンズ家の家政婦。しっかり者。

## あらすじ
ロンドンの下町の花売り娘イライザは、誰の発話からも出身地を当てるという音声学の天才である言語学者ヒギンズと、ひょんなことから出会い、彼の家に押しかけ、もっとよい仕事につくために洗練された喋り方を教授してくれと頼む。実験精神に富んだヒギンズは彼女を家に住まわせ、彼女のコックニー訛りをレディらしい英語に直す。イライザの父親がヒギンズの家に押しかけてくるなどのちょっとした騒ぎもあるが、イライザは血のにじむような話し方の訓練を受ける。ヒギンズとその友人のピカリングは、修行の仕上げとしてイライザを舞踏会に連れて行ってレディとして通そうとし、三人はこれに成功する。しかしながらイライザは立派にやりとげた自分に対してあまりにもヒギンズが大人としての敬意を払わないことに怒り、ヒギンズの家を出て行ってしまう。イライザがいなくなったことに驚いたヒギンズとピカリングはヒギンズの母の家でイライザを見つける。イライザとヒギンズは対決する。イライザは友人であるフレディと結婚するかもしれないと述べ、ヒギンズはこれに動揺する。イライザは自分の父親の結婚式に出席すると言ってヒギンズに別れを述べて出て行ってしまい、ヒギンズはイライザが帰ってくるはずだと自分を慰める。

## 執筆の背景
タイトルになった「ピグマリオン」というのはギリシア神話に登場するキプロス島の王、ピュグマリオーン（古希: Πυγμαλίων, Pygmaliōn）のことである。現実の女性に失望していたピュグマリオーンは、あるとき自ら理想の女性・ガラテアを彫刻した。その像を見ているうちにガラテアが服を着ていないことを恥ずかしいと思い始め、服を彫り入れる。そのうち彼は自らの彫刻に恋をするようになる。それゆえ「ピグマリオンコンプレックス」は狭義に「人形偏愛症」を意味することもある。
この神話はヴィクトリア朝イングランドの劇作家の間では流行していたテーマであり、ショーに影響を与えたものとしては、ウィリアム・S・ギルバートが執筆し、1871年に初演されて好評だった詩劇『ピグマリオンとガラテア』(Pygmalion and Galatea)があげられる。ショーはおそらくヴィクトリア朝のバーレスク版である『ガラテア、あべこべピグマリオン』(Galatea, or Pygmalion Reversed)もよく知っていた。
ヘンリー・ヒギンズのモデルとしてはアレクサンダー・メルヴィル・ベル、アレクサンダー・ジョン・エリス、ティト・パリャルディーニなど複数の音声学者が参考にされており、その中で最も影響が強いと言われているのがヘンリー・スウィートである。スウィートはBitter Sweetともあだ名され、変人であったため、大学に迎え入れられることはなかった。しかしながら著作の一部はオックスフォード大学出版局から出ている。ヒギンズとピカリングの人物設定には、シャーロック・ホームズとワトソンのパロディが読み取れるとも言われている。
このほか、ショーが参考にした作品としてはウィリアム・シェイクスピアの『じゃじゃ馬ならし』があげられる。ショーは『じゃじゃ馬ならし』における賭けのプロットを強く批判しており、『ピグマリオン』執筆時に賭けのプロットを書くにあたって『じゃじゃ馬ならし』に対する批判を反映させた。このほか、おとぎ話『シンデレラ』もヒントのひとつになったと考えられている。

## 初演
ショーはこの戯曲を1912年のはじめに書き、6月には著名な女優であるパトリック・キャンベル夫人に読み上げてきかせていた。キャンベル夫人はすぐ乗り気になったが、ちょっとした神経衰弱のためにロンドンでの上演が遅れることになってしまった。『ピグマリオン』は1913年10月16日にウィーンのホーフブルク座で初演され、この時に使用された台本はショーのウィーンでの代理人で信奉者でもあったジークフリート・トレビッチ(Siegfried Trebitsch)によるドイツ語訳であった。ニューヨークでの初演は1914年3月24日にアーヴァイン・プレイス座で行われ、これもドイツ語版であった。ロンドンでは1914年4月11日にサー・ハーバート・ビアボーム・トゥリーのヒズ・マジェスティーズ・シアターで初演され、イライザ役をキャンベル夫人、ヒギンズ役をトゥリーが演じ、118公演が行われた。ショーは演出家や役者たちとともに嵐のようなリハーサルを行い、怒りにまかせて誰かが劇場を出て行ってしまうためにリハーサルが中断されるというようなことがしばしば起こったという。

## 結末
『ピグマリオン』はショーの戯曲の中でも最も幅広い人気を博している作品であった。しかしながらウェスト・エンドの劇場で大スターが出演している楽しい演目を見たいと考えている一般の観客の間でも、また一部の批評家の間でも、お気に入りのキャラクターであるイライザとヒギンズの間のハッピーエンドが望ましいという要望があった。1914年の上演では、ヒギンズ役の俳優で劇場主であったビアボーム・トゥリーがショーのもともとの結末をもう少し甘いものにしてしまった。ショーはこの変更に非常にいらだっていたため、1916年以降の版用の後書きとして「後に起こったこと」("'What Happened Afterwards")という文章を書いたが、その中ではヒギンズとイライザが結婚するという結末は不可能であるという理由を明確に説明している。この後書きでショーは、イライザはヒギンズではなくフレディと結婚することになるはずだということを明確に述べている。
ショーは1938年まで、イライザの運命が逆転してヒギンズと結婚してしまうような結末に抗い続けた。本作が映画化された際、脚本を担当したショーは、ガブリエル・パスカルにフレディとイライザが一緒に暮らすという終わり方を提示した。ショーはスニークプレビューで初めて、パスカルが勝手に結末を変更したことに気付いたという。ミュージカル及び映画の『マイ・フェア・レディ』においても似たような結末の変更が実施されている。

## バージョンによる違い

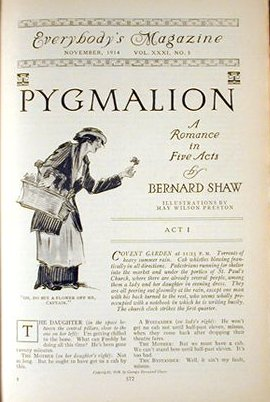
エブリバディーズ・マガジンの1914年11月号に掲載されたアメリカ初版(連載版)

戯曲は版によって若干の行の異同がある。例えばプロジェクト・グーテンベルクのオンライン版を見ると、ヒギンズがイライザに言う非常に有名な発言"Yes, you squashed cabbage-leaf, you disgrace to the noble architecture of these columns, you incarnate insult to the English language! I could pass you off as the Queen of Sheba!"という台詞がカットされているが、この台詞は極めて有名であるためほぼ全ての上演版で使用されており、1938年の映画版や『マイ・フェア・レディ』の舞台版・映画版両方で聞くことができる。
1938年の映画版『ピグマリオン』の共同監督アンソニー・アスキスは1920年にキャンベル夫人が主演した『ピグマリオン』の再演を見たが、この上演ではイライザが"It's my belief as how they done the old woman in."という台詞を言っていたことを覚えている。アスキスによると、"as how"はショーの台本にはなかったが、これを加えたおかげでイライザの台詞に色彩とリズムが出ていると思い、キャンベル夫人がアドリブを使いこなしているのだろうと考えて気に入った。 18年後、アスキスは映画撮影の際にウェンディ・ヒラーの台詞にこれを加えた。
原作戯曲ではイライザのテストは大使のガーデン・パーティで行われるが、舞台上ではこの場面が描かれない。1938年の映画では、ショーをはじめとする共同脚本家たちはこれを大使館での舞踏会の場面に変更した。戯曲中では言及されるだけである、恐喝屋の翻訳家ネポムクが映画では登場しているが、名前は監督のガブリエル・パスカルによってアリスティド・カーパシーと変えられている。パスカルはハンガリー人であり、イライザはカーパシーにハンガリー王女と間違えられるという設定にした。『マイ・フェア・レディ』ではこの翻訳家はゾルタン・カーパシーとなっている。おそらくこの名前の変更は、聖人であるネポムクのヨハネが(皮肉にも)告解の秘密を漏らすことを拒否して殉教したカトリックの殉教者であるため、カトリック教徒を不快にしないように行われたものであると推測される。
1938年の映画版で、有名な発音訓練"the rain in Spain stays mainly in the plain"(「スペインの雨は主に平野に降る」)と"in Hertford, Hereford, and Hampshire, hurricanes hardly ever happen"(「ハートフォード、ヘレフォード、ハンプシャではハリケーンはほとんどない」)が導入された。どちらも原作戯曲にはない台詞である。ショーの映画版の台本は1941年に刊行された。

## 文化的影響
『ピグマリオン』はショーの作品の中でも最も人気が高い。非常にロマンティックに改造された1956年の舞台ミュージカル版『マイ・フェア・レディ』とその映画化である1964年の『マイ・フェア・レディ』の原作として、広い観客層によく知られている。
『ピグマリオン』は初演当時から文化的・言語的な壁を乗り越えて広い層にアピールした。大英博物館はポーランド、フランス、ロシアなどの初期の上演の資料を所蔵しており、研究者のアン・サマーズは第3幕の "Walk? Not bloody likely!" （「歩く？とんでもない！」）という有名な台詞をどう訳出すべきかということは各国語版翻訳者の頭を悩ませてきたとコメントしている(bloodyは初演当時としてはショッキングなほど下品な表現であった)。
ジョセフ・ワイゼンバウムは開発した人工知能コンピュータプログラムにELIZAと命名したが、これはこの作品のキャラクターであるイライザ・ドゥーリトルからとってきている。
訓練によって女性を変身させるというプロットは映画『シーズ・オール・ザット』や『プリティ・ウーマン』などにも影響を与えている。日本における類似の作品としては石川達三の『結婚の生態』があり、谷崎潤一郎の『痴人の愛』はパロディとも考えられる。『コレクター』なども含めて「ピグマリオン・コンプレックス」と呼ぶことがあり、小野俊太郎に同名の著書（ありな書房）がある。

## 主な上演
- 1945: レイモンド・マッセイとガートルード・ローレンス、エセル・バリモア座
- 1974: ダイアナ・リグ、アルベリー座
- 1984: ピーター・オトゥールとジャッキー・スミス＝ウッド、シャフツベリ座
- 1997: ロイ・マースデン、カーリ・ノリス(リハーサル初期にエミリー・ロイドから交替、マイケル・エルフィック、レイ・クーニー演出、アルベリー座[24]
- 2007: ティム・ピゴット＝スミスとミシェル・ドッカリー、演出家はピーター・ホール、オールド・ヴィック・シアター。
- 2007: ジェファーソン・メイズとクレア・デインズ、ブロードウェイ・シアターでの再演
- 2011: ルパート・エヴェレット(後でアリステア・マッゴーワンに交替)とカーラ・トイントン、ギャリック座
- 2011: リスタード・クーパーとチャーリー・マーフィ、アビー座

## 翻案

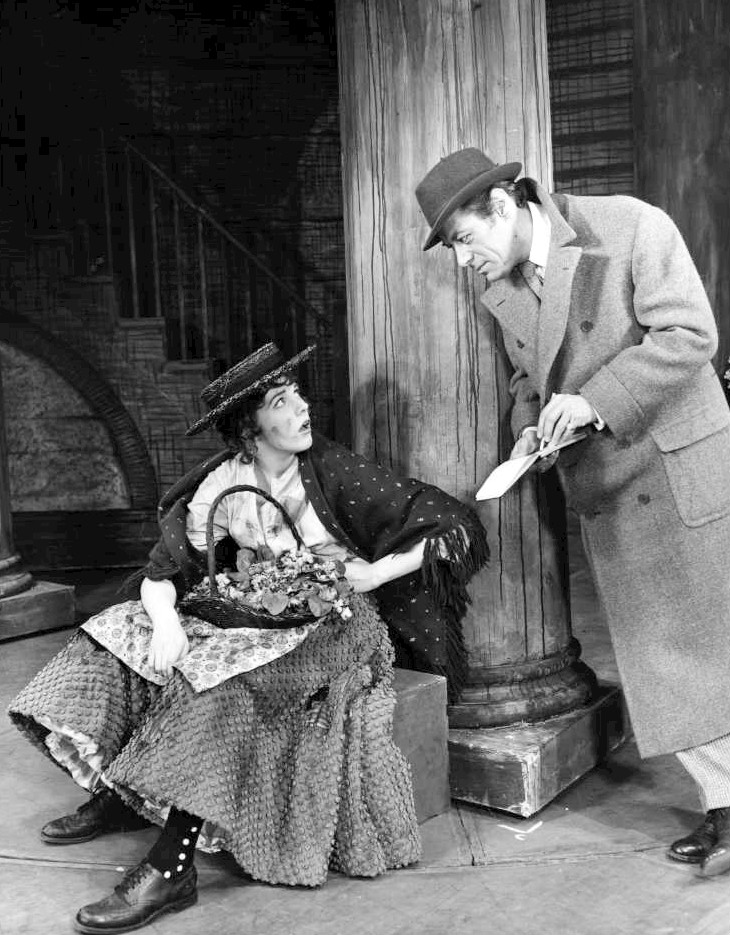
イライザ役のジュリー・アンドリュースとヒギンズ役のレックス・ハリソン、1956年のミュージカル版『マイ・フェア・レディ』

### 英語のもの
舞台
- 『マイ・フェア・レディ』 (1956)…アラン・ジェイ・ラーナーとフレデリック・ロウによるブロードウェイ・ミュージカル版。1938年の映画を原作とし、ジュリー・アンドリュースとレックス・ハリソン主演。
- Pygmalion (2013)…オーストラリアの芝居

映画

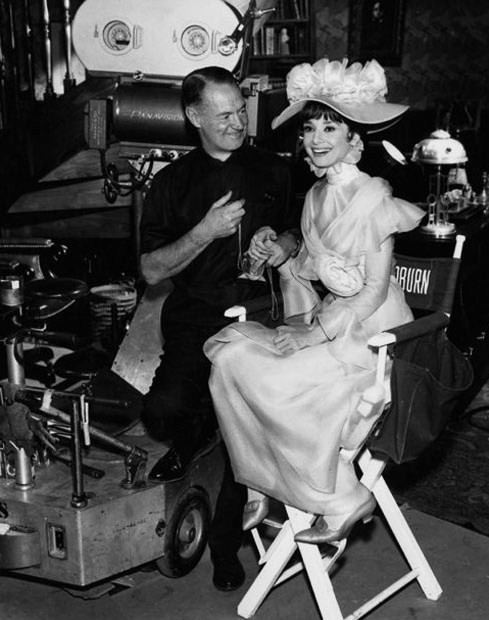
撮影監督ハリー・ストラドリングとオードリー・ヘップバーンが1964年の『マイ・フェア・レディ』のセットにいる写真

- 『ピグマリオン (映画)』(Pygmalion、1938)…アンソニー・アスキス、レスリー・ハワード監督、レスリー・ハワード、ウェンディ・ヒラー 主演でショーも脚本に携わった映画版。 日本では劇場未公開だったが、DVDは発売されている。既にこの映画は、いったん出て行ったイライザが戻ってくる場面で終っている。
- 『マイ・フェア・レディ』(1964)…オードリー・ヘップバーンがイライザ役、レックス・ハリソンがヒギンズ役を演じる、舞台『マイ・フェア・レディ』の映画化
- 『ミスティ・ベートーベン』(The Opening of Misty Beethoven、1976)…ポルノ映画版の翻案。
- 『シーズ・オール・ザット』(She's All That、1999)…現代アメリカの高校を舞台にした翻案。
- The Duff (2015)…コーディ・ケプリンガー(Kody Keplinger)の小説にもとづく『ピグマリオン』の翻案

テレビ
- Pygmalion (1963)…ホールマーク・ホール・オブ・フェイム制作、ジュリー・ハリス主演
- Pygmalion (1973)…BBCの「今月の芝居」(Play of the Month)版、リン・レッドグレイヴ主演
- Pygmalion (1981)…ツイッギー主演
- Pygmalion (1983)…ピーター・オトゥール、マーゴット・キダー主演。
- The Makeover (2013)… ホールマーク・ホール・オブ・フェイム制作による現代版の翻案、ジュリア・スタイルズ主演John Gray[25][26]
- Selfie (2014) …ABCのテレビシリーズ、カレン・ギラン、ジョン・チョー主演
- Classic Alice (2014)…10話からなるYouTubeのウェブシリーズ

### 非英語圏への広がり
- Pygmalion (1935)…ドイツ映画
- Pygmalion (1937)…オランダ映画
- Ti Phulrani…マラーティー語による翻案
- Santu Rangeeli…グジャラート語による翻案
- Man Pasand (1980)…ヒンディー語の映画
- Ogo Bodhu Shundori (1981)…ベンガル語の映画
- 1996年にポーランド・テレビによるポーランド語版が制作・上演され、1998年にテレビ放送
- 2007年にトビリシでグルジア語版の翻案が上演
- Laiza Porko Sushi…パピアメント語版
- Gönülcelen…トルコ語版
- Δύο Ξένοι…ギリシア語版
- Totalmente Demais (2015)…ブラジルのテレノベラ

### 日本での上演

#### 2011年版
『ピグマリオン』のタイトルで2011年8月19日から9月4日まであうるすぽっとで上演された。
キャスト
- ヘンリー・ヒギンズ - 市川知宏
- イライザ・ドゥーリトル - 高野志穂
- ピッカリング大佐 - みのすけ
- アルフレッド・ドゥーリトル - 尾藤イサオ
- ピアス夫人 - 浦嶋りんこ
- フレディー・エインスフォード・ヒル - 加治将樹

スタッフ
- 脚色・演出 - 赤堀雅秋
- 翻訳 - 池田有希子
- 美術 - 池田ともゆき
- 照明 - 増田隆芳
- 音響 - 藤田赤目
- 衣裳 - 森田恵美子
- ヘアメイク - 宮内宏明
- 演出助手 - 松倉良子
- 舞台監督 - 北條孝
- 票券 - 後藤まどか
- 制作 - 佐藤きらら
- プロデューサー - 佐々木弘毅
- エグゼクティブプロデューサー - 池田道彦
- 企画製作 - アトリエ・ダンカン

#### 2013年版
『ピグマリオン』のタイトルで2013年11月13日から12月1日まで新国立劇場 中劇場にて上演された。
キャスト
- イライザ・ドゥーリトル - 石原さとみ
- ヘンリー・ヒギンズ - 平岳大
- アルフレッド・ドゥーリトル - 小堺一機
- ピカリング大佐 - 綱島郷太郎
- ミセス・ピアス - 増子倭文江
- フレディ・エインス フォード・ヒル - 橋本淳
- ミセス・エインス フォード・ヒル - 春風ひとみ
- ミセス・ヒギンズ - 倉野章子
- 居合わせた男 - 佐藤誓
- ネポマック - 櫻井章喜
- クララ・エインス フォード・ヒル - 髙橋幸子
- 二番目の警官 - 三宅克幸
- 大使夫人 - 林英世
- 大使 - 水野龍司
- 街の人々 - 中尾和彦、東山竜彦、柏木ナオミ、一倉千夏 、竹内晶美、千田真司、五十嵐耕司、窪田壮史、川口高志、林田航平、井上沙耶香、森川由樹

スタッフ
- 翻訳 - 小田島恒志
- 演出 - 宮田慶子
- 美術 - 松井るみ
- 照明 - 沢田祐二
- 音楽 - かみむら周平
- 音響 - 高橋巖
- 衣裳 - 半田悦子
- ヘアメイク - 川端富生
- 振付 - 青木美保
- 演出助手 - 高野玲
- 舞台監督 - 澁谷壽久